# Alfred Chester Beatty
Pour les articles homonymes, voir Beatty.
Alfred Chester Beatty (né à New York le 7 février 1875, mort à Monaco le 19 janvier 1968) est un industriel américain naturalisé britannique en 1933. Il lègue au British Museum une importante collection de papyri qui porte son nom.
Une bibliothèque Chester Beatty est créée en 1950 à Dublin en Irlande dans le but de conserver les collections du magnat de l'industrie minière.

## Biographie
Collectionneur à un âge précoce, il constitue, dans les années 1940, jusqu'à sa mort l'une des collections les plus prestigieuses du monde islamique : manuscrits enluminés, tabatières, peintures persanes, turcs, et indiennes ; papyri bibliques, tablettes de bois japonaises, tasses chinoises, cornes de rhinocéros, livres en jade chinois (livres avec des pages fabriqués à partir de fines tranches de jade en feuilles), des manuscrits, des livres sur l'Orient et sur la culture occidentale, avec principalement des livres illustrés et des récits de voyage, de la topographie, des atlas, des débuts de l'imprimerie, de l'histoire du costume, et des belles reliures, principalement d'Angleterre, d'Irlande, d'Italie, de France et d'Allemagne.
De cette collection remarquable et impressionnante de l'art oriental et de livres, il fait don de dix-neuf anciens papyri égyptiens au British Museum. Il déménage ses collections à Dublin, en Irlande, en 1950. La bibliothèque Chester Beatty, qui abrite la collection, est déplacée au château de Dublin en 2000.
Fait chevalier en 1954, Beatty est nommé citoyen d'honneur de l'Irlande en 1957.
Il est enterré au cimetière de Glasnevin après avoir été le premier citoyen privé à avoir des funérailles nationales en Irlande.